# Korea Minting and Security Printing Corporation
Korea Minting and Security Printing Corporation (KOMSCO) es una corporación estatal Surcoreana que se encarga de imprimir y acuñar las monedas, billetes y otros documentos gubernamentales. Su sede se encuentra en Daejeon, Corea del Sur. KOMSCO también fabrica monedas de otras devisas, como el Nuevo séquel israelí.

## Productos
El principal trabajo de KOMSCO es la impresión y acuñación de la moneda de Corea del Sur. Actualmente, los billetes de 1000, 5000, 10 000, 50 000 y monedas de 1, 5, 10, 50, 100, 500 son fabricadas por KOMSCO.
- Datos: Q60376